# 2014年9月中国大陆

## 9月1日
- 为纪念中国人民抗日战争暨世界反法西斯战争胜利69周年，经中共中央、国务院批准，国务院发出通知，公布第一批80处国家级抗战纪念设施、遗址名录[1]；民政部发出公告，公布第一批300名著名抗日英烈和英雄群体名录。[2][3]

## 9月2日
- 中国企业联合会、中国企业家协会连续第十三次向社会发布“中国企业500强”排行榜。2014年中国企业500强的入围门槛为营业收入达到228.6亿元，首次突破200亿元大关。中石化、中石油、国家电网跻身“两万亿俱乐部”，位列榜单前三名。[4]
- 日前，最高人民检察院经审查决定，依法对重庆市人大常委会原副主任、党组原副书记谭栖伟以涉嫌受贿罪立案侦查并采取强制措施，案件侦查工作正在进行中[5]。其于2014年5月3日被中共中央纪委立案审查，落馬或與三峡移民工作有關。[6]

## 9月4日
- 媒体：一汽反腐风暴或牵涉周永康家属及芮成钢。[7]
- 8月24日，西安市一对流浪母女死于路边果园的板房内，警方初步判断死因是疾病或饥饿。死前一个月，这对母女被送进过救助站，却因“拒绝救助”离开。事发后，家属通过媒体发布的信息找到警方。7月23日，子午街道办党工委书记姚旭升打电话给子午派出所，希望警方协助。当日这对母女带着行李进了救助站。录像中，多位工作人员重复转述了王世菊的话，“我想回家。”有人发现她有部手机，没电了，就抽出手机卡放进自己手机里，却显示该卡已经失效，而且没有电话记录。可能因此前和房东吵架，2014年5月24日，王世菊带着女儿骑自行车失踪了。苏学明四处寻人。5月24日，苏学明的姐姐报警。25日，警方将王世菊以及女儿走失的信息录入到“西安110走失人口查询管理系统”内。[8]

## 9月5日
- 9月5日，江苏原政协主席曹克明遗体送别，习近平总书记等现任中央政治局委员、胡锦涛等前任政治局委员送花圈。[9]

## 9月9日
- 新学期开始，上海市小学一年级新教材中，删除了《登鹳雀楼》《夜宿山寺》《江雪》等7首经典诗作。梳理发现，近年来至少有43篇经典课文消失在小学到高中的课本中，其中22篇为经典古文、古诗词。习近平总书记在北京师范大学看望一线教师时指出，我很不赞成把古代经典诗词和散文从课本中去掉，“去中国化”是很悲哀的。应该把这些经典嵌在学生脑子里，成为中华民族文化的基因。16日，中共上海市委举行常委学习会，专题学习《习近平总书记系列重要讲话读本》。中共中央政治局委员、上海市委书记韩正主持学习会时强调，抓好学习、把思想武装好，是做好各项工作的前提和基础，全市各级党员领导干部要认真研读《读本》，深刻学习领会习近平总书记在今年同北师大师生代表座谈时的重要讲话精神，原原本本把习近平总书记系列重要讲话学全学深学透。人民网（页面存档备份，存于）新华网（页面存档备份，存于）
- 女子赴约微信网友，喝下被下药啤酒遭三男强奸。禅城打工的女子吴某与网友在KTV包房内喝酒后随即出现身体发热、意识不清等身体异样，随后则被人带至酒店先后遭遇三人强奸。后经证实，这些啤酒内含冰毒成分。昨日（9月9日），广东省佛山市禅城区检察院通报，涉案男子潘某庭、何某强均因犯强奸罪分别被判处有期徒刑四年和一年六个月。人民网（页面存档备份，存于）
- 9月9日，湖南省常德市临澧县第一完全小学门口，一年轻妈妈骑自行车送小孩上学时，不小心剐擦到该县一警察的车。该警察不由分说，下车当着小孩的面抓住孩子妈妈就打。据记者报道，当地官方对此回应称，涉事协警两次登门道歉，已获对方谅解。与此同时，当地公安局认为，作为协警，身着协警制服，其粗暴行为严重影响形象，伤害了人民群众感情，决定将其开除，并收回协警制服，并对负有业务指导和管理责任的安福派出所全局通报批评。人民网（页面存档备份，存于）

## 9月10日
- 第四届文化财产返还国际专家会议在甘肃敦煌闭幕，会议讨论并通过旨在促进文化财产保护与归还为主题的《敦煌宣言》，这是中国首次主导制定文物返还领域国际性规则。[10][11]

## 9月12日
- 金枫酒业董鲁平辞职四天后遭检察院立案，或涉嫌收受供应商贿赂。9月12日，在立案11天之后，金枫酒业（600616）原总经理董鲁平终究被上海市人民检察院第一分院依法批准逮捕。四川日报网（页面存档备份，存于）

## 9月15日
- 中纪委：南京市委常委冯亚军涉违纪违法被调查。冯亚军是继南京市前市长季建业落马之后又一个落马的当地高官，也是今年6月以来南京市落马的第三个区委书记。冯亚军是继南京市前市长季建业落马之后又一位落马的高级别官员，也是今年6月以来该市落马的第3位区委书记。 [12][13]
- 珠海男子坐牢16年后改判无罪，将获赔117万元。1998年8月25日，珠海三灶发生19岁女孩严婵娟遭奸杀案件。今年9月15日，珠海市中级人民法院对被告人徐辉涉嫌故意杀人、强奸犯罪一案进行再审宣判，以所指控的犯罪事实不清、证据不足为由宣告徐辉无罪，当场释放。[14][15]
  - 被误判谋杀坐了16年冤狱的美国纽约男子阿拉巴·柯林斯，终于和市府达成和解协议，并获得1000万美元的赔偿。据报道，柯林斯于1994年被控杀死一名宗教人士。2010年，联邦法官决定撤回定罪，柯林斯从监狱被无罪释放。[16]

## 9月16日
- “小平您好”收官《历史转折中的邓小平》。48集電視劇集《历史轉折中的鄧小平》（簡稱《鄧小平》），近日在中央電視台播出大結局。該劇因出現眾多历史人物，成為觀眾津津樂道的話題。在劇集中，先后實名出場的历史人物包括華國鋒、葉劍英、李先念、汪東興、陳永貴、胡耀邦、陳云、習仲勳、王震等人，此外，趙紫陽、胡錦濤等人也以亮相不點名方式現身。而中共“第三代領導核心”的江澤民，在劇中卻既無形象現身，名字亦未提及，顯得頗為異常。网易多维网
- 17日上午，张家口市公安局通报“9.16”道路交通事故调查进展情况，确认事故造成8死6伤，事故系肇事车辆制动失灵造成，肇事司机刘某某已被依法刑事拘留。[17][18]
- 江西省人大常委会原副主任陈安众涉贿被逮捕[19][20]。陈安众是苏荣部下。陈安众利用职务上的便利，为他人谋取利益，本人或通过其特定关系人收受巨额贿赂；收受礼金；道德败坏，腐化堕落，已构成严重违纪违法，其中受贿问题已涉嫌犯罪。依据《中国共产党纪律处分条例》等有关规定，经中央纪委审议并报中共中央批准，决定给予陈安众开除党籍、开除公职处分；收缴其违纪所得。[21]

## 9月17日
- 内蒙古副主席潘逸阳落马：40岁副省级，曾与苏荣共事。潘逸阳也是十八大后被中央纪委查处的第5位在任中央候补委员。潘逸阳系今年第25位落马省部级官员。中国警察网（页面存档备份，存于）人民网（页面存档备份，存于）
- 内蒙古呼和浩特市政协原主席张彭慧中秋夜割腕，48小时后两名前同事被查。在张彭慧离世48小时后，他的中欧国际商学院“校友”、内蒙古金融投资集团党委书记、董事长王振坤和昔日同事、曾任呼和浩特市副市长的武文元也被宣布接受组织调查，最新消息是，内蒙古自治区检察院已对武文元涉嫌受贿案立案侦查。海外网（页面存档备份，存于）
- 据人民日报官方微博“人民日报”的消息：今天上午，连云港市委书记李强，在（江苏）省警示教育会后被带走调查。据现场开会的干部介绍，警示教育大会还未开完，会场后排走进一些陌生男子，李强此时仍在主席台讲话。会后，李强在其办公室被带走。人民网（页面存档备份，存于）
- 中金黄金总经理王荣湖被带走，或与中铝孙兆学有关[22]。孙兆学此前被带走调查，其中部分原因涉及其在中国黄金担任总经理期间，其收购的矿产资源中存在一批高溢价的收购项目。郭声琨此前在基层冶金、及有色金属行业工作近三十年，他曾参与创办了中国铝业公司，并在2001年2月至2004年4月，担任中国铝业公司首任总经理。2004年4月，郭声琨调任中共广西壮族自治区党委副书记。[23][24]

- 近日，有网友跟拍洛阳市政法委副书记高茂曾，并将他打牌、开公车吃饭等情景剪辑后发上网[25]。该网友举报高茂曾“嗜赌成性”、“开公车出入高档饭店”。视频的一处细节显示，其中一人椅子旁地上有一叠百元现金。[26]

## 9月19日
- 贵州黔东南州委常委、政法委书记、公安局长王家黔被调查[27]。2006年至2010年，崔亚东是省政法委书记、公安厅厅长，而王家黔是负责向下传达其指示、安排具体事情的公安厅办公室主任。[28]
- 记者从中央对外联络部网站获悉，于洪君不再担任中央对外联络部副部长，李军任部长助理兼二局局长，窦恩勇任部长助理兼办公厅主任。今年7月，中联部部分领导调整，其中，中央对外联络部部长助理徐绿平升任副部长，李军、窦恩勇任中联部部长助理。据中联部网站信息显示，目前中联部共有五位副部长，五位副部长分别是陈凤翔(1955年9月出生)、李进军(1956年5月)、周力(1955年6月)、郭业洲(1966年2月)、徐绿平(1956年3月)。9月11日,中联部部长助理李军会见日本自民党前副总裁山崎拓。据了解,这是李军首次以中联部部长助理身份在公开报道中亮相。此前,他担任中国驻孟加拉国大使。人民网1（页面存档备份，存于）人民网2（页面存档备份，存于）

## 9月21日
- 习近平：民主不是装饰品，不是用来做摆设的。人民网（页面存档备份，存于）

## 9月22日
- 中国国家主席习近平接见40人香港财团代表，讨论香港未来发展[29]。据悉，这次访京代表团规格相当高，至少40人组成，于昨日抵京，政协副主席董建华为该代表团团长。代表团员包括长实集团主席李嘉诚、恒地主席李兆基及其长子李家杰、新世界发展主席郑家纯、嘉里主席郭鹤年、嘉华国际主席吕志和、九龙仓集团主席吴光正，香港六大商会均有代表参加。[30]
- 河南人大党组书记秦玉海被查，曾在石油系统任职。秦玉海曾一度在河南“铁腕治警”，如今沦为今年落马的第26位省部级高官，也是十八大后中央纪委公布的首个被查的河南省部级官员。[31]

## 9月23日
- 11点30分-11点31分，短短1分钟内，上海市纪委、上海市监察局官方网站“上海市纪检监察网”连续发布了11名官员落马信息，涉及8起案件、共11人，其中4人目前正在接受组织调查，另外7人已被移送司法机关查处[32]。有消息称，这些人多是因为涉及土地流转和利益输送而被调查的。据了解，这是上海近期较大规模的一次集中通报违纪违法案件信息。[33]杨子晚报网
- 上海重庆湖南三地武警总队司令员被调任。武警上海总队司令员魏佑江少将提任武警部队副参谋长，武警重庆总队司令员朱宏少将调任武警上海总队司令员，武警8670部队部队长何良奎提任武警重庆总队司令员。武警西藏总队副司令员刘国荣提任湖南总队司令员，武警湖南总队原司令员赵永平达到服现役最高年龄光荣退休。中国江苏网（页面存档备份，存于）

## 9月24日
- 习近平总书记24日出席纪念孔子诞辰2565周年国际学术研讨会暨国际儒学联合会第五届会员大会并发表重要讲话[34][35]。党的总书记亲自出席纪念孔子诞辰的学术大会，这在共产党执政历史上前所未有。从去年11月参观曲阜孔庙并发表讲话，到今年“五四”到北京大学看望中华孔子学会会长汤一介，习近平总书记这三次特殊的大动作饶有深意。从历史深处走来的自信。开幕会由国际儒学联合会会长叶选平主持。秘鲁前总统加西亚、坦桑尼亚前总统姆卡帕分别致辞，表示孔子和儒学不仅是中国的，也是世界的。[36][37]

## 9月25日
- 21世纪报系总编沈颢、总经理陈东阳被警方带走[38]。该报系隶属于南方报业传媒集团[39]。这起由上海警方破获的案件，被定性为“以舆论监督为幌子、通过有偿新闻非法获取巨额利益的特大新闻敲诈案件”。涉案的21世纪网主编和相关管理、采编、经营人员及两家公关公司负责人等8名犯罪嫌疑人被依法采取刑事强制措施。[40][41]

## 9月28日
- 9月28日至29日，中央民族工作会议暨国务院第六次全国民族团结进步表彰大会在北京举行[42]。中共中央总书记、国家主席、中央军委主席习近平，中共中央政治局常委、国务院总理李克强，中共中央政治局常委、全国人大常委会委员长张德江，中共中央政治局常委、全国政协主席俞正声，中共中央政治局常委、中央书记处书记刘云山，中共中央政治局常委、中央纪委书记王岐山出席会议。[43]
- 万达董事王思聪遇临检不配合被带走调查。人民网（页面存档备份，存于）

## 9月29日
- 习近平等出席观看国庆65周年音乐会，庆祝中华人民共和国成立65周年音乐会“美丽中国光荣梦想”29日晚在京举行。习近平、李克强、张德江、俞正声、刘云山、王岐山、张高丽等党和国家领导人，与首都各界欢聚一堂，共同欣赏了音乐会。江泽民、李鹏、吴邦国、李岚清、曾庆红、贺国强等老领导共同参加。人民网

## 9月30日
- 山东莱芜市610办公室副主任韩克锋被“双开”。经查，韩克锋在担任莱芜市公安局莱城分局局长、党委书记，莱芜市公安局副局长、党委委员和莱芜市610办公室副主任等职务期间，利用职务之便为他人谋取利益，索取、收受巨额贿赂，接受他人礼品（礼金）。将其涉嫌犯罪问题及线索移送司法机关依法处理。人民网（页面存档备份，存于）